# Hannah Montana (1.ª temporada)
A primeira temporada do seriado norte-americano Hannah Montana foi exibida pelo canal televisivo Disney Channel no período de 24 de março de 2006 a 30 de março de 2007. Foram produzidos 26 episódios para contar a história da garota chamada Miley Stewart e sua identidade secreta Hannah Montana. A série mostra como Miley lida com o fato de ser uma adolescente comum de dia e uma estrela do pop à noite, colocando a jovem em inusitadas situações nas quais ela precisa conciliar a tumultuada vida de celebridade e a vida comum, e ao mesmo tempo manter o segredo escondido do mundo todo.
A série foi criada pelo trio Michael Poryes, Rich Correll e Barry O'Brien, e é protagonizada por Miley Cyrus, incluindo ainda no elenco principal Emily Osment, Mitchel Musso, Jason Earles e Billy Ray Cyrus. As filmagens ocorrem no Alex Theatre e no Tribune Studios, ambos na Califórnia, Estados Unidos. A exibição na TV é realizada pelos canais Disney Channel, ABC, Disney Channel Brasil, Rede Globo, Disney Channel Portugal e TVI, todos localizados nos Estados Unidos, Brasil e Portugal.

## Produção

### Concepção
A ideia original para este show foi baseada em um episódio de As Visões da Raven chamado "Goin' Hollywood" (em português traduzido como "Indo a Hollywood"), que serviu para a produção de um episódio-piloto para um sitcom chamado  provisoriamente de Better Days, produzido para a estrela Alyson Stoner, no qual uma estrela mirim de um popular programa de TV do mesmo nome tenta ir a uma escola normal. O episódio de número 14 da 1ª temporada, chamado "New Kid in School", tem a premissa básica neste episódio. A última finalista do American Juniors, Jordan McCoy, a futura atriz da série Gossip Girl, Taylor Momsen, e cantora de Pop e R&B JoJo (que rejeitou o papel), foram consideradas para o papel de "Zoe Stewart". Miley Cyrus, inicialmente, fez o teste para o papel da "melhor amiga" de Zoe, Lilly Romero (que mais tarde passou a se chamar Lilly Truscott), mas achou melhor fazer o teste para a personagem principal. Então, ela tentou pegar o papel para Chloe Stewart/Hannah Montana. Ela conseguiu, e então, Chloe Stewart foi mudada para Miley Stewart. O nome da personagem foi mudado algumas vezes.  Os três nomes anteriores foram Anna Cabana, Samantha York, e Alexis Texas.
Em dezembro de 2006, a Disney anunciou planos para lançar produtos de Hannah Montana, incluindo roupas, jóias e bonecas, apenas em lojas selecionadas. Bonecas cantantes lançaram a linha Hannah Montana Fashion Dolls (em português, Hannah Montana Bonecas Fashion), com bonecas de Hannah, Miley Stewart, e outras mercadorias, em agosto de 2007. Mais bonecas de Hannah foram lançadas em novembro,  junto com bonecos de Oliver, Lilly e, posteriormente, bonecos de Jake Ryan. Estes tornaram-se um dos brinquedos mais populares do Natal em 2007.
De acordo com o Daily Dispatch, A série de TV alcançou uma audiência global de 666 milhões de espectadores em 2008. Eles disseram: "Se os telespectadores de Miley fossem de um país, seriam a quinta maior população do mundo - à frente do Brasil". Em fevereiro de 2008, a franquia de Hannah Montana tornou-se tão importante que a Disney reuniu um grupo de "80 pessoas, encontrando-se toda a plataforma internacional para discutir o futuro de Hannah Montana". Todos os segmentos de negócios da Disney estavam representados na reunião.

## Sinopse
Miley Stewart é uma adolescente de 14 anos que mora com o pai e o irmão em casa situada na cidade de Malibu, nos Estados Unidos. Miley seria totalmente comum se não fosse por um detalhe: Ela é sensação pop Hannah Montana, idolatrada por milhares de jovens no mundo todo. Por ser tão famosa, Miley prefere esconder o segredo dos colegas de escola e dos melhores amigos, visando não ser tratada de maneira diferente por causa da fama. No entanto, logo no início, da 1ª temporada, seus melhores amigos, Lilly e Oliver, descobrem seu segredo e passam por situações de conflito na amizade. A partir daí, o trio vive inusitadas situações enquanto Miley busca uma maneira de preservar sua identidade e viver "o melhor dos dois mundos", o que inclui aventuras, romances e muito mais.

## Sequência de Abertura
A canção-tema de Hannah Montana é "The Best of Both Worlds", escrita por Matthew Gerrard e Robbie Nevil, produzida por Gerrard e performada por Miley Cyrus (como Hannah Montana). John Carta, que também compôs a canção, usou-a para a abertura e chamadas de comerciais. A canção descreve basicamente a premissa da série.
"Just Like You" e "The Other Side of Me" também foram testadas para serem usadas na sequência de abertura. A sequência mostra, primeiramente, o elenco principal da série em algumas cenas, mostradas em uma espécia de "telão", enquanto seus nomes aparecem na parte inferior. Logo em seguida, cenas em tela cheia de episódios são mostradas, mescladas a imagens do show da temporada, enquanto são mostrados os nomes dos criadores. Tudo isso ocorre em cerca de 50 segundos.

## Sequência de Encerramento
Os episódios da primeira temporada normalmente terminam com uma cena que não é crucial para a trama, muitas vezes funcionando como uma piada descartável. Os créditos são mostrados e apresentam a equipe de produção, as participações especiais e as co-participações.

## Trilha Sonora
Ver artigo principal: Hannah Montana
Lançada no dia 24 de outubro de 2006, traz vários artistas, e traz Miley Cyrus como Hannah Montana em 10 canções, sendo uma delas um dueto com seu pai, Billy Ray Cyrus, e outra um cover da canção Rockin'The Christmas Tree. Três edições diferentes foram lançadas.

## Elenco

### Principal
- Miley Cyrus como Miley Stewart/Hannah Montana
- Emily Osment como Lilly Truscott/Lola Luftnagle (ou Lola LaFonda)
- Mitchel Musso como Oliver Oken e Pedro Stallone III
- Jason Earles como Jackson Stewart
- Billy Ray Cyrus como Robby Ray Stewart

### Secundário
- Moises Arias como Rico Suave
- Shanica Knowles como Amber Addison
- Anna Maria Perez de Tagle como Ashley Dewitt
- Cody Linley como Jake Ryan
- Romi Dames como Traci Van Horn
- Frances Callier como Roxy Roker

### Participações Especiais
- Corbin Bleu como Johnny Collins
- Morgan York como Sarah
- Paul Vogt como Sr. Dontzig
- Andre Jamal Kinney como Cooper
- Noah Lindsey Cyrus como "Garotinha"

## Episódios
- Miley Cyrus, Emily Osment, Mitchel Musso, Jason Earles e Billy Ray Cyrus estão presentes em todos os episódios.

| Nº Série | Nº Temporada | Títulos | Diretor(es)           | Roteirista(s)                                                                | Datas de exibição                          | Cód. de produção | Audiência E.U.A. (em milhões) |
| --- | ------------ | --- | --------------------- | ---------------------------------------------------------------------------- | ------------------------------------------ | ---------------- | ----------------------------- |
| 1 | 1            | "Lilly, Você Quer Saber Um Segredo?" Lilly, Do You Want to Know a Secret?"                                                     | Lee Shallat-Chemel    | Michael Poryes Rich Correll Barry O'Brien                                    | 24 de Março de 2006 26 de Novembro de 2006 | 101              | 5.4                           |
| Lilly Truscott (A melhor amiga de Miley Stewart) compra dois ingressos para um show de Hannah Montana e convida a melhor amiga para ir junto. Devido o fato de Miley secretamente ser a Hannah, ela diz que não pode ir, então, Lilly vai ao show com Oliver Oken (Um amigo das duas). Após entrar no camarim da Hannah depois do show, Lilly descobre o segredo, e então, Miley mostra o "Closet da Hannah" para a amiga. Porém, quando Lilly começa a ter a ideia de revelar o segredo para todo mundo apenas para se tornar popular, as amigas acabam brigando. Enquanto isso, Jackson, irmão de Miley, tenta impressionar uma garota dizendo conhecer Hannah e contando que pode ganhar ingressos grátis para o show. Participações especiais: Matt Winston como Fermine, Corbin Bleu como Johnny Collins, Shanica Knowles como Amber Addison e Anna Maria Perez de Tagle como Ashley Dewitt Co-participação: Derek Basco como Apresentador da MTB Canção da Hannah apresentada: "This is the Life" |              | |                       |                                                                              |                                            |                  |                               |
| 2 | 2            | "Miley Pega Seu Chiclete" "Miley Get Your Gum"                                                                                 | David Kendall         | Michael Poryes                                                               | 31 de Março de 2006                        | 103              | 3.95                          |
| Enquanto Lilly já sabe que Miley é Hannah, Oliver ainda não sabe. Quando ele diz a Hannah que a ama e começa a perseguí-la durante os shows, Miley e Lilly tentam fazê-lo voltar sua atenção para outras meninas. Nenhuma tentativa funciona, então, Miley revela a Oliver que ela é Hannah Montana. Enquanto isso, Jackson acidentalmente compra uma "carro de menina", e tenta fazer com que seu pai, Robby Ray, se livre dele. Participações especiais: Andre Jamal Kinney como Cooper e Paul Vogt como Sr. Dontzig Co-participação: Kyle Kaplan como Chad Canção da Hannah apresentada: "Just Like You" Nota: Neste episódio, Lilly diz que seu nome fictício é Lola LaFonda, mas no episódio "É Minha Festa e Eu Vou Mentir Se Eu Quiser" ela diz que é Lola Luftnagle, nome que ela usa daí em diante |              | |                       |                                                                              |                                            |                  |                               |
| 3 | 3            | "Ela é Uma Super Espiã" "She's a Supersneak"                                                                                   | David Kendall         | Kim Friese                                                                   | 7 de Abril de 2006                         | 105              | N/A                           |
| Apesar de seu pai dizer que ela e seu irmão não podem ir à estreia do novo filme de Ashton Kutcher, Miley sai escondida com Lilly e Oliver, enquanto Jackson faz a mesma coisa. Eles acabam se encontrando lá por acidente, e veem seu pai durante um encontro com uma mulher. Miley fica chateada devido o pai não ter lhe contado que estava namorando, e decide investigar a vida da mulher, com a ajuda de Jackson. No entanto, Robby Ray acaba descobrindo o plano. Participações especiais: Andre Jamal Kinney como Cooper e Lindsey Stoddart como Margo Diamond Canção da Hannah apresentada: "Pumpin' Up the Party" Canção da Miley apresentada: "I Miss You" Notas: O ator Ashton Kutcher é citado durante o episódio |              | |                       |                                                                              |                                            |                  |                               |
| 4 | 4            | "Eu Não Posso Fazer Você Amar a Hannah Se Você Não a Ama" "I Can't Make You Love Hannah if You Don't"                          | Roger S. Christansen  | Kim Friese                                                                   | 14 de Abril de 2006                        | 108              | 3.89                          |
| Miley tem uma queda por um garoto do colegial chamado Josh, e então decide convidá-lo para um encontro. No entanto, Josh acaba revelando que não gosta de Hannah Montana, e por isso, Miley tenta convecê-lo a gostar da Hannah. Quando ele finalmente decide dar uma chance a cantora, Miley se esforça para ser duas pessoas ao mesmo tempo, e assim ficar com o garoto. Enquanto isso, Olivia, irmã de Cooper (O melhor amigo de Jackson) começa a flertar com o garoto, e acaba complicando a amizade dos dois. Participações especiais: Andre Jamal Kinney como Cooper, Rae'Ven Larrymore Kelly como Olivia e Daniel Samonas como Josh Canção da Hannah apresentada: "The Other Side of Me" |              | |                       |                                                                              |                                            |                  |                               |
| 5 | 5            | "É Minha Festa e Eu Vou Mentir Se Eu Quiser" "It's My Party and I'll Lie if I Want To"                                         | Roger S. Christiansen | Douglas Lieblein                                                             | 21 de Abril de 2006                        | 102              | N/A                           |
| Hannah (Miley) é convidada por Traci Van Horn para ir a festa de aniversário de Kelly Clarkson, porém Lola (Lilly) não é. Dividida entre não ir a festa e não magoar a amiga, Hannah acaba decidindo ir a festa, e acaba sendo fotografada por um paparazzi. Lilly acaba vendo a foto (apesar dos esforços de Miley para escondê-la), e por isso, briga com a amiga. Enquanto isso, Jackson tem o cabelo destruído por uma garota chamada Nina, que fingiu estar fazendo um curso de cabeleireiro a mando de Rico. Participações especiais: Moises Arias como Rico Suave, Alison Brie como Nina e Romi Dames como Traci Van Horn Co-participações: Kunal Sharma como Evan, Lisa Robinson como Kay, D. Elliot Woods como Derek e Cutter Mitchell como Paparazzi Canção da Hannah apresentada: "Just Like You" Nota: Kelly Clarkson, Gwen Stefani e Orlando Bloom são citados durante o episódio |              | |                       |                                                                              |                                            |                  |                               |
| 6 | 6            | "Vóvó, Não Deixe Seus Bebês Crescerem Para Serem Favoritos" "Grandma, Don't Let Your Babies Grow Up to Play Favorites"         | Roger S. Christansen  | Douglas Lieblein                                                             | 28 de Abril de 2006                        | 109              | N/A                           |
| Hannah precisa cantar diante da Rainha da Inglaterra e sua neta, porém, devido uma visita inesperada da Nona (Avó de Miley e Jackson) ela acaba se desconcentrando, tudo porque Nona não dá a devida atenção da qual a neta precisa, lembrando-se apenas de Jackson e seu torneio de vôlei, e esquecendo da apresentação da Hannah. Participação super especial: Vicki Lawrence como Mamaw Ruthie/Nona Participação especial: Patrick Kerr como Simon Tisdale Co-participações: Helen Duffy como Rainha Elizabeth II, Abigail Marlowe como Empregada, Jeff Mallare como Adversário #1 e Ronnie Alvarez/Jessica Stone como Espectadores #1 e #2 Canção da Hannah apresentada: "The Other Side of Me" |              | |                       |                                                                              |                                            |                  |                               |
| 7 | 7            | "É Um Mundo Manequim" "It's a Mannequin's World"                                                                               | Roger S. Christansen  | Howard Meyers                                                                | 12 de Maio de 2006                         | 110              | N/A                           |
| Temendo que Robby Ray lhe dê um presente de aniversário ruim (já que ela teve péssimas experiências nos anos anteriores), Miley pede a Lilly para ir junto com o homem para garantir que ele irá escolher um bom presente. No entanto, Robby compra um presente extremamente vergonhoso e faz a filha usá-lo a força. Enquanto isso, Jackson tem problemas para entregar um bolo para a festa de aniversário de Miley, então, Cooper o ajuda. Participações especiais: Andre Jamal Kinney como Cooper, Frances Callier como Roxy Roker, Shanica Knowles como Amber Addison e Anna Maria Perez de Tagle como Ashley Dewitt Co-participações: Betsy Kelso como Milda e Noah Lindsey Cyrus como Garotinha |              | |                       |                                                                              |                                            |                  |                               |
| 8 | 8            | "Amor de Mascote" "Mascot Love"                                                                                                | Roger S. Christansen  | Sally Lapiduss                                                               | 26 de Maio de 2006                         | 111              | N/A                           |
| Miley e Lilly querem passar mais tempo juntas, então, tentam tornar-se líderes de torcida. Infelizmente, Lilly consegue uma vaga nas líderes, mas Miley não, e por isso, ela se torna o mascote, fato que a causa extrema vergonha. Enquanto isso, Robby aposta 50 dólares que Jackson não consegue consertar a pia da cozinha, e acaba criando uma estranha situação. Participações especiais: Shanica Knowles como Amber Addison e Anna Maria Perez de Tagle como Ashley Dewitt Co-participação: Kyle Kaplan como Chad Canção da Hannah apresentada: "Pumpin' Up the Party" |              | |                       |                                                                              |                                            |                  |                               |
| 9 | 9            | "Ooo, Ooo, Mulher Coçeira" "Ooo, Ooo, Itchy Woman"                                                                             | David Kendall         | Gary Dontzig Steven Peterman                                                 | 10 de Junho de 2006                        | 104              | 3.7                           |
| Depois de descobrirem que terão que dividir uma barraca com Amber e Ashley no acampamento da escola, Miley e Lilly resolvem bolar um plano para humilhar as garotas. A ideia sai pela culatra quando elas pegam um carvalho com veneno. Enquanto isso, Jackson e Robby tentam pegar um rato. Participações especiais: Shanica Knowles como Amber Addison, Anna Maria Perez de Tagle como Ashley Dewitt, Cooper Thornton como Sr. Picker e Rich Pierrelouis como Taylor Kingsford Co-participação: Creagen Dow como Donny Canção da Hannah apresentada: "The Other Side of Me" |              | |                       |                                                                              |                                            |                  |                               |
| 10 | 10           | "Diga, Você Consegue Lembrar as Palavras?" "O Say, Can You Remember the Words?"                                                | Lee Shallat-Chemel    | Sally Lapiduss                                                               | 30 de Junho de 2006                        | 113              | N/A                           |
| Miley e Oliver formam uma dupla para uma peça da escola, porém, a garota acaba magoando o amigo após ele ouvir ela dizer a Robby Ray que ele é um péssimo parceiro. O pior de tudo é que isso faz com que ela se esqueça a letra do Hino Nacional Americano. Enquanto isso, Jackson fica com uma alta taxa de açúcar por ter comido todos os doçes de Rico, tudo para mantê-lo longe das guloseimas. Participações especiais: Moises Arias como Rico Suave e Greg Baker como Sr. Corelli Co-participação: Noah Lindsey Cyrus como Garotinha Canções da Hannah apresentadas: "This is the Life" e "Who Said" |              | |                       |                                                                              |                                            |                  |                               |
| 11 | 11           | "Oops! Eu Me Meti de Novo" "Oops! I Meddled Again"                                                                             | Chip Hurd             | Lisa Albert                                                                  | 15 de Julho de 2006                        | 107              | N/A                           |
| Miley e Lilly leem um e-mail de uma garota da escola chamada Becca Weller, que as conta que gosta de Oliver. Enquanto isso, Rico faz Jackson vestir uma fantasia de frango para fazer propaganda das "Asas de Frango do Rico". Participações especiais: Andre Jamal Kinney como Cooper, Moises Arias como Rico e Kirby Bliss Blanton como Becca Weller |              | |                       |                                                                              |                                            |                  |                               |
| 12 | 12           | "Na Estrada de Novo?" (3ª parte do especial "That's So Suite Life of Hannah Montana") "On the Road Again?"                     | Roger S. Christiansen | Steven James Meyer                                                           | 28 de Julho de 2006                        | 112              | 7.1                           |
| Hannah faz amizade com Maddie Fitzpatrick durante uma estadia no Hotel Tipton. Maddie diz a ela que é fã de Robby Ray e pede para que ela o ajude a voltar aos palcos. Isso faz com que Miley se sinta culpada por "forçá-lo" a encerrar a carreira solo para começar a da Hannah, então, ela promete que irá conseguir fazer o pai voltar as paradas, mesmo que isso o distancie dos filhos. Participação super especial: Ashley Tisdale como Maddie Fitzpatrick Participações especiais: Frances Callier como Roxy Roker e Richard Portnow como Marty Kline Nota: Este episódio encerra o especial "That's So Suite Life of Hannah Montana" ("A Aventura de Raven, Zack & Cody e Hannah Montana"), que "cruzou" as séries "That's So Raven" ("As Visões da Raven") e "The Suite Life of Zack and Cody" ("Zack & Cody: Gêmeos em Ação") com Hannah Montana |              | |                       |                                                                              |                                            |                  |                               |
| 13 | 13           | "Você é Tão Vaidosa Que Provavelmente Pensa Que Essa Espinha é Sua" "You're So Vain, You Probably Think This Zit is About You" | Chip Hurd             | Todd J. Greenwald                                                            | 12 de Agosto de 2006                       | 106              | N/A                           |
| Miley aconselha Lilly a não sentir vergonha por ter que usar óculos a partir de agora, mas, quando uma foto sua com uma espinha tirada para um outdoor de Hannah Montana está prestes a ser vista por todos, Miley não consegue seguir seu próprio conselho, e tenta retirar a espinha da foto de várias formas. Participações especais: Lisa Arch como Lisa e Moises Arias como Rico Co-participações: Creagan Dow como Donny, Gena DeVivo como Heather e Destiny Edmond como Kim Canção da Hannah apresentada: This is the Life |              | |                       |                                                                              |                                            |                  |                               |
| 14 | 14           | "Novo Garoto na Escola" "New Kid in School"                                                                                    | Kenneth Shapiro       | Todd J. Greenwald                                                            | 18 de Agosto de 2006                       | 114              | N/A                           |
| A estrela da série de TV "Zombie High", Jake Ryan, matricula-se na escola de Miley. Ela fica com ciúmes do modo como ele está sendo tratado por causa de sua fama, e como resultado, ela conta para um repórter sobre sua identidade secreta, e depois precisa convencê-lo de que estava imaginando coisas. Enquanto isso, Jackson pede emprestado o novo carro de Robby Ray e enquanto pega uma garota com a qual estava saindo, o arranha. Por isso, Robby arranha a porta do passageiro da frente do velho carro de Jackson. Participações especiais: Gwendoline Yeo como Bree Samuels, Cody Linley como Jake Ryan, Greg Baker como Sr. Corelli, Shanica Knowles como Amber Addison e Anna Maria Perez de Tagle como Ashley Dewitt Co-participações: Jack Taylor como Danny Caspa e Jay Brian Winnick como Tonny, o Zelador |              | |                       |                                                                              |                                            |                  |                               |
| 15 | 15           | "Mais do Que um Zumbi Para Mim" "More Than a Zombie to Me"                                                                     | Roger S. Christiansen | Steven Peterman                                                              | 8 de Setembro de 2006                      | 116              | N/A                           |
| Jake convida Miley para o baile da escola, mas ela dá o fora nele duas vezes. Depois que Hannah é convidada para o programa dele na TV e quase o beija, Miley percebe que ela realmente tem sentimentos por ele, então, ela tenta fazer com que ele a leve no baile, porém, ele já havia convidado Lilly. Enquanto isso, Robby Ray e Jackson não atendem a porta e perdem um cheque de dez milhões de dólares. Participação especial: Cody Linley como Jake Ryan Co-participações: Blake Berris como Vampiro #1 e Dollar Tan como Vampiro #2 |              | |                       |                                                                              |                                            |                  |                               |
| 16 | 16           | "Boa Ideia, Senhorita Dolly" "Good Golly, Miss Dolly"                                                                          | Roger S. Christiansen | Sally Lapiduss                                                               | 29 de Setembro de 2006                     | 118              | N/A                           |
| Quando a madrinha de Miley, a Tia Dolly, visita Malibu, ela acidentalmente grava uma fita onde Miley diz ser "totalmente apaixonada" por Jake, e Oliver mistura essa fita com suas próprias fitas, que Jake irá editar. Para evitar que Jake ouça a fita, Miley, Dolly e Lilly armam um plano para recuperá-la. Ao mesmo tempo, Tia Dolly torna a casa mais feminina e rosa, levando Robby Ray e Jackson aos extremos para preservar a sua "masculinidade". Participação super especial: Dolly Parton como Tia Dolly Participações especiais: Cody Linley como Jake Ryan, Shanica Knowles como Amber Addison e Anna Maria Perez de Tagle como Ashley Dewitt Co-participação: Summer Bishil como Rachel Canções da Hannah apresentadas: "If We Were A Movie" e "Who Said" |              | |                       |                                                                              |                                            |                  |                               |
| 17 | 17           | "Dividida Entre Duas Hannahs" "Torn Between Two Hannahs"                                                                       | Roger S. Christiansen | Todd J. Greenwald (Teleplay) Valerie Ahern & Christian McLaughlin (História) | 14 de Outubro de 2006                      | 126              | N/A                           |
| A prima má de Miley, Luana (vivida por Miley Cyrus), que é idêntica a ela, vem de visita do Tennessee e se disfarça de Hannah, a fim de revelar o segredo de Miley na festa de Halloween de Traci. Enquanto isso, Jackson e Robby Ray decoram a casa para fazê-la parecer mais assustadora que a do Sr. Dontzig. Participações especiais: Peter Allen Vogt como Dontzig e Romi Dames como Traci Van Horn Co-participação: Noah Lindsey Cyrus como Garotinha Canções da Hannah apresentadas: "The Other Side of Me", "The Best of Both Worlds", "I Got Nerve", "Pumpin' Up the Party" e "Not This Girl" (canção excluída) Canção do Billy Ray apresentada: "Stand" Nota: Neste episódio, Miley Cyrus interpreta três personagens ao mesmo tempo, e é apresentada uma canção excluída da trilha sonora da temporada, chamada "Not This Girl" |              | |                       |                                                                              |                                            |                  |                               |
| 18 | 18           | "Pessoas Que Usam Pessoas" "People Who Use People"                                                                             | Shannon Flynn         | Michael Poryes                                                               | 3 de Novembro de 2006                      | 119              | N/A                           |
| Miley e Jake saem com outras pessoas a fim de fazer com que um sinta ciúmes do outro. Enquanto isso, Jackson usa Robby Ray para tirar um "A" em matemática, e acaba aproximando o pai de sua rigorosa professora, a Senhorita Kunkle. Participações especiais: Cody Linley como Jake Ryan, Drew Osborne como Willis e Erin Matthews como Karen Kunkle Co-participação: Gary Pease como Mike |              | |                       |                                                                              |                                            |                  |                               |
| 19 | 19           | "Dinheiro Pra Nada, Culpa de Graça" "Money for Nothing, Guilt for Free"                                                        | Roger S. Christiansen | Heather Wordham                                                              | 26 de Novembro de 2006                     | 115              | N/A                           |
| Miley usa a influência de Hannah a seu favor para competir em um evento de angariação de fundos e ganhar de Amber e Ashley, assim ajudando Sarah. Enquanto isso, Jackson tenta vencer Robby Ray em um jogo, sem conseguir ganhar. Participações especiais: Andre Jamal Kinney como Cooper, Shanica Knowles como Amber Addison, Anna Maria Perez de Tagle como Ashley Dewitt, Greg Baker como Sr. Corelli e Morgan York como Sarah Canção da Hannah apresentada: "Who Said" |              | |                       |                                                                              |                                            |                  |                               |
| 20 | 20           | "Seja Em Débito" "Debt It Be"                                                                                                  | Roger S. Christiansen | Heather Wordham Sally Lapiduss                                               | 1 de Dezembro de 2006                      | 120              | N/A                           |
| Miley e Jackson recebem novos cartões de crédito e prometem a Robby Ray que irão usá-los "Apenas em situações de emergência". Porém, Lilly convence Miley a ir a uma feira na praia e a usar o cartão, fazendo com que a garota estoure o limite do objeto. Para pagar a conta, ela vende as roupas usadas por Hannah e os acessórios que ela acha que "Provavelmente nunca mais terá de usar novamente". Quando ela descobre que um par de brincos que foi vendido é muito valioso, ela e Jackson vão a extremos para recuperá-lo, fazendo de tudo para tirá-lo da velhinha que o comprou. Participações especiais: Ellen Albertini Dow como Kathrine McCord e Amir Talai como Sanjay Co-participações: Frances Bay como Cathy e Marius Mazmanian como Sid |              | |                       |                                                                              |                                            |                  |                               |
| 21 | 21           | "Meu Namorado é o Jackson e Há Um Problema Nisso" "My Boyfriend's Jackson and There's Gonna Be Trouble"                        | Roger S. Christiansen | Andrew Green Sally Lapiduss                                                  | 1 de Janeiro de 2007                       | 124              | N/A                           |
| Quando um fotógrafo de um tablóide fotografa Hannah e Jackson como um casal, Jackson tenta levar vantagem por ser "namorado" de Hannah para conseguir regalias. Enquanto isso, Oliver trabalha em um projeto escolar com Sarah, e acaba gostando dela. Participações especiais: Romi Dames como Traci Van Horn, Morgan York como Sarah, Sandy Brown como Wendy e Daniel Booko como Stavros Co-participação: Cutter Garcia como Paulie, o Paparazzi Canções da Hannah apresentadas: "I Got Nerve" e "If We Were A Movie" |              | |                       |                                                                              |                                            |                  |                               |
| 22 | 22           | "Nós Somos Uma Família: Agora Me Traga Água!" "We Are Family: Now Get Me Some Water!"                                          | Roger S. Christiansen | Jay J. Demopoulos Andrew Green                                               | 7 de Janeiro de 2007                       | 122              | N/A                           |
| Miley acidentalmente faz Jackson ser demitido do "Rico's" após assediar o garoto, buscando obter um aumento para o irmão. Então, para ajudar o irmão, ela o contrata como "Assistente Pessoal" da Hannah, obtendo desastrosos resultados. Enquanto isso, Rico contrata Oliver para substituir o lugar de Jackson. Participações especiais: Moises Arias como Rico Suave e Ray Auxias como Sean Canção da Hannah apresentada: "I Got Nerve" |              | |                       |                                                                              |                                            |                  |                               |
| 23 | 23           | "Aluna Brutal" "Schooly Bully"                                                                                                 | Roger S. Christiansen | Douglas Lieblein Heather Wordham                                             | 19 de Janeiro de 2007                      | 125              | N/A                           |
| Roxy se disfarça como um nova aluna na escola de Miley, a fim de protegê-la de uma outra nova aluna, que quer espancá-la. Enquanto isso, Robby Ray e Jackson ficam presos em uma chalé por causa da neve, e são obrigados a conviver com o assustador proprietário do local e seu boneco de ventríloquo. Participações especiais: Kenneth Mars como Gunther, Frances Callier como Roxy Roker e Jaelin Palmer como Henrietta Laverne Co-participação: Jack Taylor como Danny Caspa Canção da Hannah apresentada: "The Other Side of Me" Nota: Esse episódio e "Oops! Eu Me Meti de Novo" são os únicos episódios da 1ª temporada em que Hannah não aparece |              | |                       |                                                                              |                                            |                  |                               |
| 24 | 24           | "O Meu Lado Ídolo" "The Idol Side of Me"                                                                                       | Fred Savage           | Douglas Lieblein                                                             | 9 de Fevereiro de 2007                     | 117              | 3.7                           |
| Hannah participa do Cantando com as Estrelas, um concurso que mostra cantores amadores formando duplas com cantores famosos. Quando ela pega Amber no Top 3 do concurso, ela passa a ter a intenção de humilhá-la, porém, desiste logo depois. Enquanto isso, Jackson e Robby Ray ficam irritados com o cachorro do Sr. Dontzig. Participações especiais: Shanica Knowles como Amber Addison, Anna Maria Perez de Tagle como Ashley Dewitt, R. Brandon Johnson como Brian Winters, Peter Allen Vogt como Sr. Dontzig e Morgan York como Sarah Co-participações: Jack Taylor como Danny Caspa, Alec Ledd como Técnico de palco e Christian Serratos como Alexa Canções da Hannah apresentadas: "Pumpin' Up the Party" e "The Other Side of Me" |              | |                       |                                                                              |                                            |                  |                               |
| 25 | 25           | "Cheira a Adolescente Vendida" "Smells Like Teen Sellout"                                                                      | Sheldon Epps          | Heather Wordham                                                              | 2 de Março de 2007                         | 123              | 4.41                          |
| Hannah passa a ser a garota propaganda de um perfume com uma fragrância de framboesa, mas logo percebe que nem ela mesma será capaz de gostar do tal aroma. Enquanto isso, Jackson participa de um Reality Show de sobrevivência, exibido na TV. Participações especiais: Lisa Arch como Lisa e Michael Kagan como Colin Lassiter Co-participação: Ryan Newman como Miley Jovem |              | |                       |                                                                              |                                            |                  |                               |
| 26 | 26           | "Alçes Maus Levantam-se" "Bad Moose Rising"                                                                                    | Roger S. Christiansen | Douglas Lieblein Steven James Meyer                                          | 30 de Março de 2007                        | 121              | N/A                           |
| Jackson está cansado de sempre ter que levar Miley a todos os lugares, então, arma para que ela entenda como é ter que ser o irmão mais velho, fazendo-a cuidar da sobrinha do Sr. Dontzig, enquanto ele está doente. Enquanto isso, Roxy ajuda Robby Ray a melhorar de uma gripe, usando métodos muito estranhos. Participações especiais: Frances Callier como Roxy Roker, Peter Allen Vogt como Sr. Dontzig e Savannah Stehlin como Patty Dontzig Canção da Hannah apresentada: "Who Said" |              | |                       |                                                                              |                                            |                  |                               |